# Sylwa (Tschussowaja)
Die Sylwa (russisch Сылва) ist ein 493 km langer linker Nebenfluss der Tschussowaja im europäischen Teil von Russland.

## Flusslauf
Die Sylwa entspringt am Westhang des mittleren Ural, im Südwesten der Oblast Swerdlowsk, rund 100 km nordwestlich der Hauptstadt Jekaterinburg. Zunächst fließt sie in Richtung Nordwesten durch die waldreiche Gebirgslandschaft. Beim Ort Sylwa ist sie zu einem kleinen See aufgestaut.
Die Sylwa fließt in engen Kurven weiter Richtung Nordwesten, ehe sie bei Roschtscha abrupt nach Süden umschwenkt. Bei Schamary überquert die Transsibirische Eisenbahn den Fluss, der nun wiederum in vorwiegend westliche Richtungen fließt. Kurz darauf erreicht er die Grenze zur Region Perm bei Molebka und schwenkt erneut in Richtung Süden.
Bei Berjosowka mündet der gleichnamige Fluss Berjosowka ein. Wenig später, nach der Einmündung der Tissa, ändert die Sylwa erneut ihre Fließrichtung nach Nordwesten und Norden. Die bisher von Wald dominierte Landschaft ist nun stärker landwirtschaftlich genutzt.
Nachdem innerhalb weniger Kilometer die Nebenflüsse Lek, Barda und Tas eingemündet sind, erreicht die Sylwa Ust-Kischert. Hier trifft sie erneut auf die Strecke der Transsibirischen Eisenbahn, die dem Verlauf des Flusses nach Westen und Nordwesten folgt.
Wenig später durchfließt die Sylwa Kungur. In der Stadt nimmt sie Schakwa und Iren auf, wenig unterhalb der Stadt mündet die Babka ein. Während die Sylwa nun wiederum nach Norden abbiegt, folgt die Transsib der Babka nach Westen und Nordwesten. Kurz darauf wird der Unterlauf der Sylwa durch den Rückstau des Kamastausees überprägt. Bei Ljady liegt die mittlerweile überschwemmte Mündung der Sylwa in die Tschussowaja.

## Nutzung
Die Sylwa ist auf ihren unteren 74 km schiffbar, wichtigster Hafen ist Kungur. Der hauptsächlich von Schmelzwasser gespeiste Fluss ist von Ende Oktober/Anfang November bis in die zweite Aprilhälfte gefroren. Die Frühlingshochwässer von Ende April bis in den Juni liefern rund 56 % des Jahresabflusses.
Die Sylwa ist aufgrund der landschaftlich reizvollen Umgebung ein sehr beliebtes Ausflugsziel. Vor allem am Unterlauf durchfließt sie eine verkarstete Felslandschaft, die bei Bootswanderern, Kletterern und Wanderern sehr populär ist.

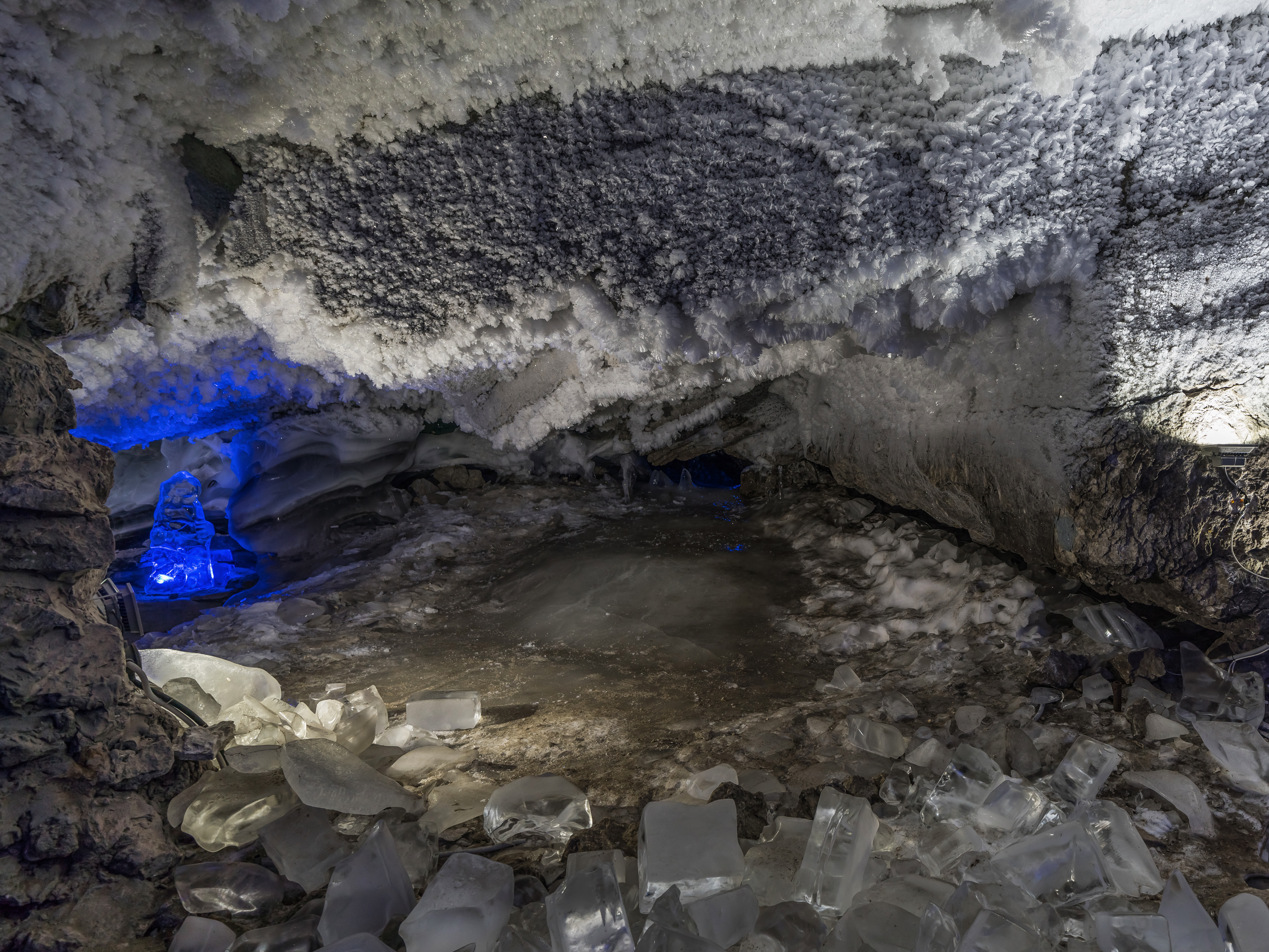
Kungurer Eishöhle
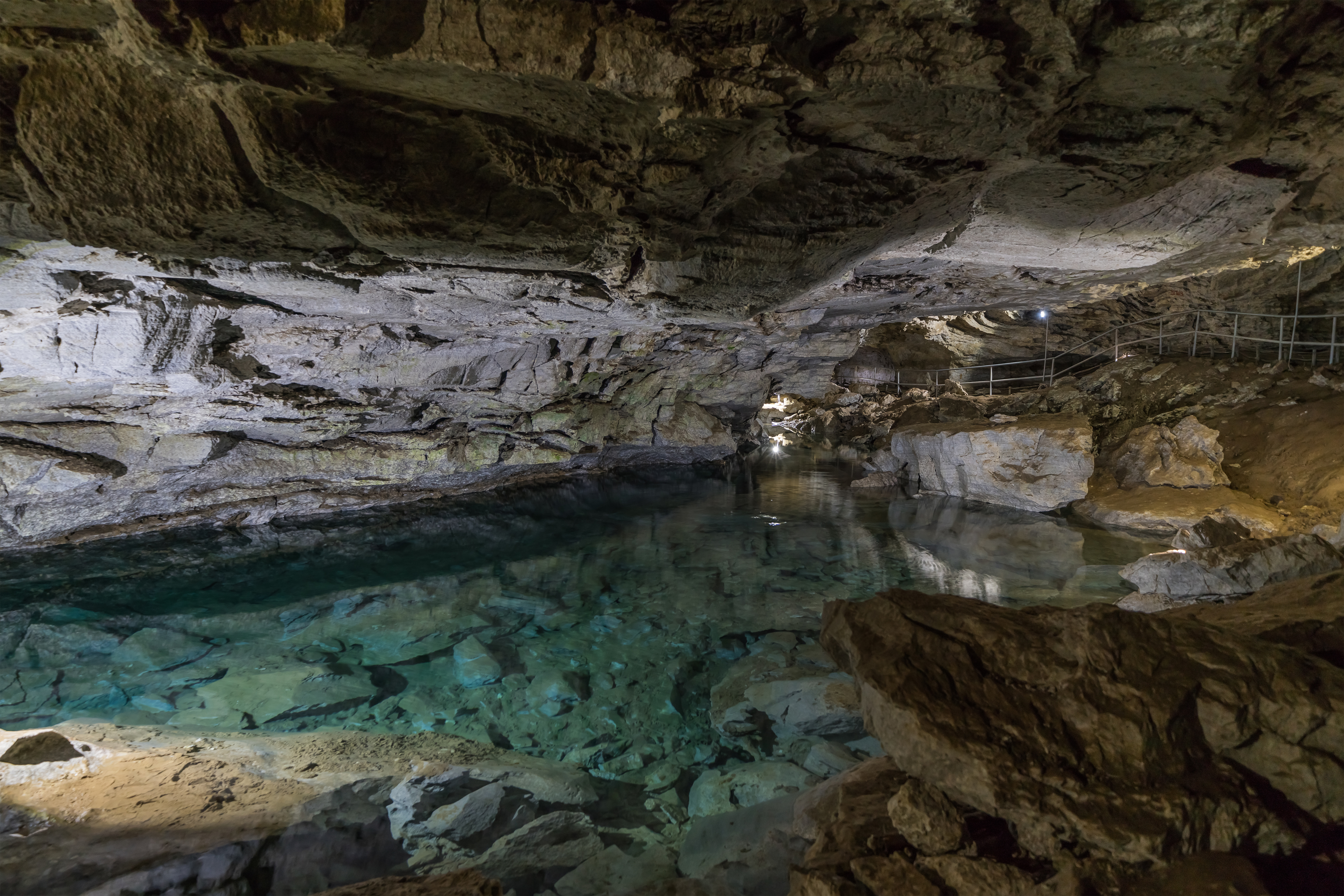
Unterirdischer See in der Kungurer Eishöhle
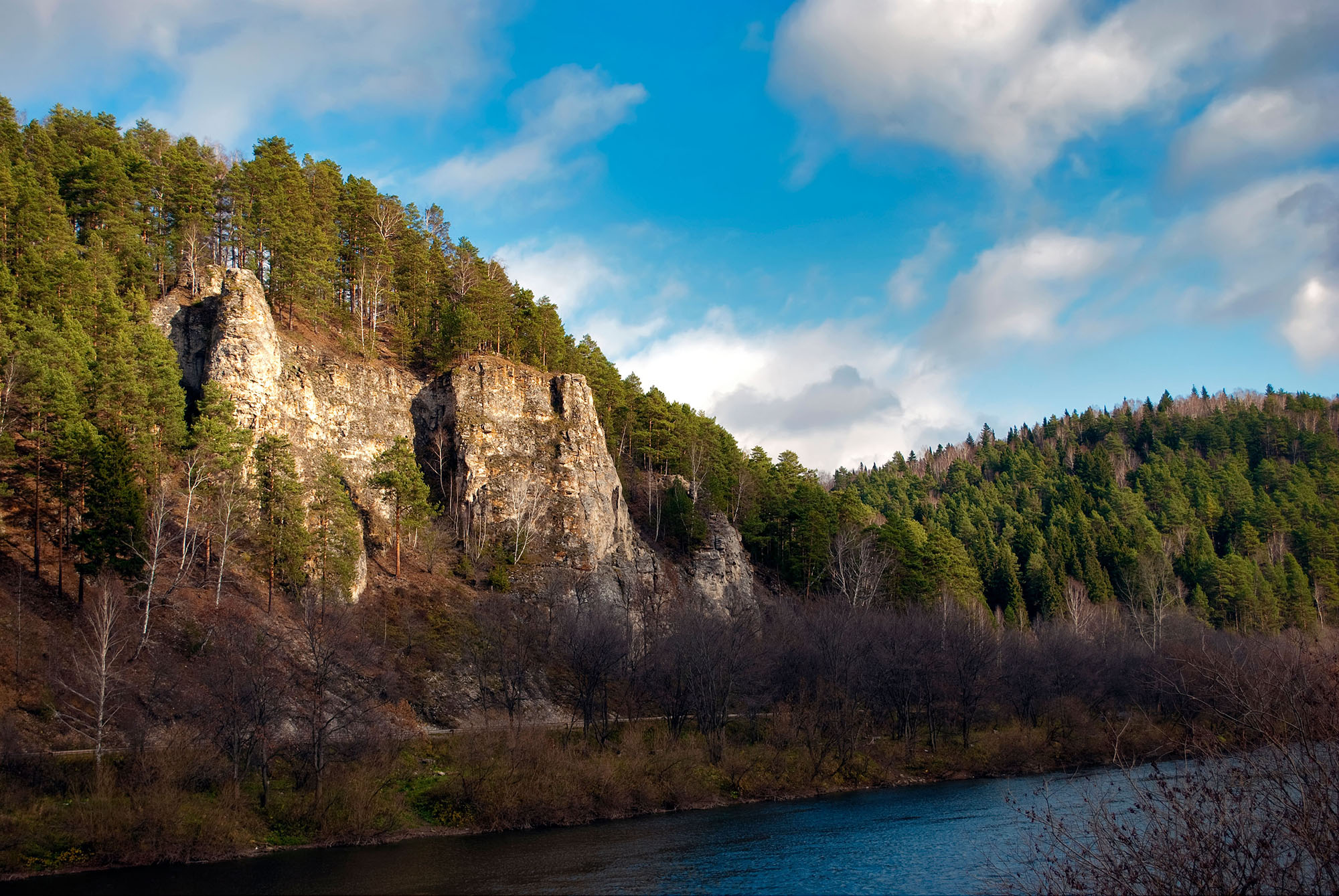
Jermak-Kamen, der Jermak-Felsen

Ein viel besuchtes Ziel ist die Kungurer Eishöhle (Кунгурская пещера), eine der bekanntesten Schauhöhlen Russlands.
Ebenfalls bei Kungur liegt das Naturschutzgebiet Preduralje (Заказник Предуралье). In ihm befindet sich der Jermak-Felsen (Ермак-Камень), der jedes Jahr Schauplatz eines Kletterwettbewerbes ist.

## Etymologie
Der Name des Flusses ist von den komi-permjakischen Wörtern syl für tauen/schmelzen und wa für Wasser abgeleitet.